# 约翰·纽林格
约翰·纽林格（John Neulinger，1924年4月26日—1991年6月20日），美国心理学家，纽约市立大学心理学名誉教授。纽林格的主要研究领域是休闲社会心理学。纽林格的休闲理论中，休闲的心理状态有两个标准：感知自由和主观动机。这就是说，当个体感知到他们有自由去选择行动并由自己的意愿（而不是为引发特定的结果）去做出行动，他就在休闲状态中。纽林格的理论最初是在他1974年出版的专著《休闲心理学》中阐述的。